# Всеобщие выборы в Гондурасе (2009)
Всеобщие выборы в Гондурасе прошли 29 ноября 2009 года, проводились президентские, парламентские и местные выборы. 
Президент Мануэль Селайя, который по Конституции не мог баллотироваться, планировал одновременно с выборами провести референдум по поводу Конституционного собрания, которое бы могло решить вопрос по разрешению ему баллотироваться на второй срок. Многие выступали против этого, включая представителей обеих крупнейших партий и Верховный суд. Когда Селайя, несмотря на протесты, продолжил продавливать решение о четвёртом бюллетене (в дополнение к трём избирательным), военные выдворили его из страны, что вызвало государственный переворот 28 июня 2009 года.

## Президентские выборы
В президентских выборах участвовали кандидаты от 5 парламентских партий.

Страны, признавшие (зелёный) и не признавшие (красный) выборы 2009 года.

| Кандидат                            | Партия                                          | Голоса    | %     |
| ----------------------------------- | ----------------------------------------------- | --------- | ----- |
| Порфирио Лобо                       | Национальная партия                             | 1 212 846 | 56,56 |
| Элвин Сантос                        | Либеральная партия                              | 816 874   | 38,10 |
| Бернар Мартинес Валерио             | Партия обновления и единства — Социал-демократы | 39 950    | 1,86  |
| Фелисито Авила                      | Христианско-демократическая партия              | 38 391    | 1,79  |
| Сезар Ам                            | Партия демократического объединения             | 36 399    | 1,70  |
| Недействительные/пустые бюллетени   | Недействительные/пустые бюллетени               | 153 620   | 8,6   |
| Всего                               | Всего                                           | 2 298 080 | 100   |
| Зарегистрированных избирателей/Явка | Зарегистрированных избирателей/Явка             | ~4,6 млн  | ~50%  |
| Источник:                           |                                                 |           |       |

## Парламентские выборы
| Партия                                      | Голоса     | %     | Места | +/– |
| ------------------------------------------- | ---------- | ----- | ----- | --- |
| Национальная партия                         | 8 561 577  | 53,37 | 71    | +16 |
| Либеральная партия                          | 4 937 995  | 30,78 | 45    | –17 |
| Партия обновления и единства                | 1 031 218  | 6,43  | 3     | +1  |
| Христианско-демократическая партия          | 782 551    | 4,88  | 5     | +1  |
| Партия демократического объединения         | 723 744    | 4,51  | 4     | –1  |
| Независимое народное прогрессивное движение | 3 545      | 0,02  | 0     | –   |
| Всего бюллетеней                            | 16 040 630 | 100   | 128   | 0   |
|                                             |            |       |       |     |
| Действительные бюллетени                    | 2 146 012  | 93,30 |       |     |
| Недействительные/пустые бюллетени           | 154 044    | 6.70  |       |     |
| Всего                                       | 2 300 056  | 100   |       |     |
| Зарегистрированных избирателей/Явка         |            |       |       |     |
| Источник: TSE, IFES                         |            |       |       |     |